# Albino Volpi
Albino Volpi (Lodi, 21 settembre 1889 – Milano, 7 agosto 1939) è stato un militare italiano pluripregiudicato e capo squadrista fascista.

## Biografia
Di professione falegname, durante la giovinezza venne spesso arrestato per reati comuni. Allo scoppio della prima guerra mondiale si arruolò negli Arditi e poi nei Caimani del Piave.

### Adesione al fascismo
Al termine del conflitto, nel gennaio 1919 fu tra i fondatori della Federazione Nazionale Arditi d'Italia (FNAI). Fu tra i partecipanti alla riunione di fondazione dei Fasci di combattimento di piazza San Sepolcro a Milano. Il 15 aprile 1919 partecipò all'assalto e alla devastazione del quotidiano socialista Avanti!. Nel capoluogo lombardo si distinse ben presto per una serie di azioni violente ed efferate, come schiaffeggiare pubblicamente alcuni assessori socialisti, sparare contro le finestre che esponevano bandiere rosse o tagliare a Giacinto Menotti Serrati la sua lunga barba mentre il malcapitato veniva immobilizzato da altri squadristi. Il 17 novembre 1919, su ordine di Benito Mussolini, che amava definirlo «la pupilla dei miei occhi», lanciò una bomba su un corteo che percorreva via San Damiano per festeggiare la vittoria del Partito Socialista Italiano alle elezioni politiche del giorno prima. L'esplosione provocò undici feriti, ma spinse le autorità a spiccare una serie di mandati di cattura contro i vertici del fascismo milanese. Tra questi solo Volpi riuscì a scampare all'arresto fuggendo sui tetti.
Il 21 marzo 1921 prese parte alla devastazione del circolo socialista del Foro Bonaparte, nel corso della quale fu ucciso l'operaio Giuseppe Inversetti. Processato per omicidio, Volpi fu assolto grazie alla deposizione di Mussolini che testimoniò davanti ai magistrati come il responsabile della morte di Inversetti fosse un altro squadrista, nel frattempo deceduto.
Stipendiato dal Fascio milanese con mille lire al mese, nel 1921, insieme a seicento membri della FNAI, al Gruppo Arditi di Guerra fascisti, di cui divenne il capo indiscusso a Milano. Nell'agosto 1922 partecipò all'assalto squadrista a Palazzo Marino che costrinse alle dimissioni la giunta socialista.

### Il delitto Matteotti
Intimo conoscente di Amerigo Dumini, formò con lo stesso e altri tre squadristi, Giuseppe Viola, commerciante romano pregiudicato per rapina, Augusto Malacria, industriale fallito per bancarotta fraudolenta, e Amleto Poveromo, macellaio di Lecco, pregiudicato per reati comuni, la banda che sequestrò e uccise il deputato Giacomo Matteotti il 10 giugno 1924. Fu probabilmente Volpi a eseguire materialmente l'assassinio.
Pochi mesi prima aveva partecipato, con Dumini ed altri squadristi, al pestaggio di Cesare Forni, nei pressi della stazione centrale di Milano.
Venne arrestato la sera del 13 giugno in un albergo a Ballabio, località montana a breve distanza da Lecco, sul Lago di Como. Fu aiutato nella fuga da Erminio Dones, suo compagno nel gruppo Arditi di guerra sito in Vicolo San Giovanni sul Muro a Milano. Fu proprio grazie alla collaborazione di Dones che venne individuato all'Albergo Grigna dove si era nascosto per poi raggiungere la Svizzera. Fu processato, venendo difeso durante l'iter giudiziario da Roberto Farinacci, e condannato a 5 anni, 11 mesi e 20 giorni, in gran parte amnistiati.
Il 31 ottobre 1926 era a Bologna durante la visita di Mussolini, quando si verificò l'attentato ad opera di Anteo Zamboni, vittima del linciaggio a cui partecipò anche Volpi e la sua squadra.

### Gli ultimi anni
Tornato in libertà, Volpi tentò invano di riprendere il controllo degli ambienti dello squadrismo milanese. Ridimensionato dai vertici del regime, chiese a Mussolini di trovargli un lavoro. Grazie al personale interessamento di Mussolini vennero concessi a Volpi, nel 1931, la gestione del servizio di foraggiamento del bestiame in sosta e i servizi di stallazzo del mercato ortofrutticolo di Porta Vittoria. Nel 1936 le concessioni ottenute da Volpi, che a sua volta le subappaltava, erano almeno sei-sette. Grazie alla connivenza delle autorità di polizia aprì un servizio di recupero crediti, offrendosi in particolar modo ai commercianti del Verziere, che gli assicurò lauti guadagni (intorno al 60-70%). Grazie all'appoggio delle autorità fasciste milanesi e al beneplacito di Mussolini, Volpi poté continuare indisturbato le sue angherie e le sue vessazioni diventando de facto il ras del Verziere.
Al suo funerale Mussolini inviò allora una corona di fiori. Il corpo è tumulato in un colombario del Cimitero Maggiore di Milano.

## Nella cultura di massa
- Nella serie televisiva M - Il figlio del secolo di Joe Wright del 2025 Volpi è interpretato da Federico Mainardi.